# Rafael Trujillo
Rafael Leónidas Trujillo Molina (San Cristóbal, 24 de outubro de 1891 – São Domingos, 30 de maio de 1961) foi um militar dominicano que foi ditador da República Dominicana de agosto de 1930 até seu assassinato em maio de 1961. Durante seu governo de 31 anos, ele acumulou grande fortuna às custas de seu povo enquanto agia com repressão sobre a oposição. Seu regime ficou conhecido pelos dominicanos como "Era Trujillo" (em castelhano:  El Trujillato) e foi considerada uma das ditaduras mais brutais das Américas, onde o presidente se cercou com um enorme culto à personalidade, com monumentos e constantes propagandas em homenagem a ele mesmo feitas pelo seu governo. Seu regime foi responsável pela morte de milhares de dominicanos e estrangeiros, incluindo cerca de 30 000 haitianos no famoso Massacre de Parsley.
O país prosperou, ainda que de forma desigual, durante o regime de Trujillo. Além disso, sua postura anticomunista atraiu apoio internacional, especialmente dos Estados Unidos. Porém, seu governo foi marcado por Terrorismo de Estado, massacres e perseguição a dissidentes políticos (dentro e fora de suas fronteiras).

## Biografia
Nascido em San Cristóbal, numa família de classe média-baixa descendente de espanhóis, Trujillo recebeu uma boa educação e, em 1918, dois anos depois da invasão dos Estados Unidos da República Dominicana, se juntou ao novo exército do país. Impressionando seus oficiais, ele foi sendo promovido com rapidez anormal, chegando ao posto de general em apenas nove anos.
Em fevereiro de 1930, começou uma rebelião contra o presidente Horacio Vásquez, com a revolta sendo liderada por Rafael Estrella Ureña, com Trujillo se tornando secretamente amigo deste. Durante a marcha rebelde contra São Domingos, Vásquez ordenou que Rafael Trujillo lidasse com os revoltosos. Trujillo desobedeceu e não interveio, permitindo que Ureña tomasse a capital e assumisse temporariamente a liderança do país. Em troca, Ureña declarou Trujillo como chefe da polícia e do exército. Como parte do acordo secreto entre os dois, Trujillo concorreu à presidência na eleição seguinte com Estrella Ureña como seu vice. O exército reprimiu violentamente a oposição e caçou partidos não ligados ao governo, especialmente aqueles com inclinações de esquerda. A chapa Trujillo-Estrella venceu o pleito com 99% dos votos. O governo dos Estados Unidos reconheceu a vitória do general, mas, em segredo, através de vários documentos, apontou que a eleição foi marcada por fraude e intimidação. No ano seguinte, decretou lei marcial e colocou todos os partidos políticos na ilegalidade (à exceção do seu próprio). Em 1934, ele se promoveu ao cargo de generalíssimo e, com a oposição organizada praticamente eliminada, se elegeu com quase unanimidade nas urnas (como candidato único) e instalou um enorme culto à personalidade, glorificando a si mesmo como salvador da nação. Com o passar dos anos, o governo de Trujillo foi ficando cada vez mais autoritário e o aparato repressivo do Estado foi expandido.
Trujillo governou a República Dominicana como se fosse sua fazenda particular. Em dado momento, calculou-se que sua família detinha 70% das terras cultivadas. Defendia a posse de tantas terras e fábricas com o fato de nelas empregar a maioria do povo dominicano. A capital do país, São Domingos, a mais antiga cidade das Américas, fundada pelo irmão de Cristóvão Colombo, Bartolomeu, foi rebatizada Ciudad Trujillo. O ditador mandava matar seus opositores onde quer que estivessem, mesmo se fosse em plena luz do dia nos Estados Unidos ou qualquer país estrangeiro. O controle do generalíssimo sobre o país era total, tanto que nem precisava ocupar necessariamente o cargo de presidente — em certo momento cedeu o posto ao seu irmão Héctor.
Trujillo era extremamente vaidoso. Os "intelectuais" que permaneciam no país eram encarregados de elogiar o "Benfeitor da Pátria, restaurador da Independência Financeira da República e Comandante-em-Chefe do Exército Nacional". Um artigo no jornal El Caribe, de 24 de outubro de 1950, comemorando 20 anos de sua subida ao poder, descreve-o como dotado de "um dinamismo iluminado, uma força incoercível de ação presidida pelas claras luzes de uma inteligência serena, poderosa, ousada. Ele é um 'cruzado', um 'abnegado'; como o sol para verter luz e calor, Trujillo nasceu para governar". E apesar disso, "cultiva como ninguém o difícil procedimento do diálogo".
A brutalidade de Trujillo foi bem documentada. Em 1937, ele ordenou a perseguição e morte de 20 mil haitianos que entraram no território dominicano. Ele modelava seu regime de acordo com o do ditador espanhol Francisco Franco da Espanha. Nas cidades havia placas que diziam "Deus e Trujillo". O ditador incentivava a imigração europeia para seu país, num esforço de branquear a população dominicana. Seu governo tratou bem imigrantes judeus, num ambiente global de profundo antissemitismo nas décadas de 30 e 40.
Embora muitos do Governo dos Estados Unidos não gostassem de Trujillo, depois da Segunda Guerra Mundial, políticos da Guerra Fria deram suporte a ele como um dos líderes da América Latina com posição mais anticomunista.
Os anti-trujillistas seguiam os passos de Fidel Castro contra o ditador Fulgencio Batista. Quando a revolução venceu em Cuba em 1959, muitos exilados dominicanos pediram ajuda ao governo revolucionário cubano, mas as tentativas falharam. Se deu início a vários planos para matar Trujillo, mas estes também acabaram fracassando. No entanto, conforme os anos passaram Trujillo perdeu o suporte incondicional dos americanos e da Igreja Católica de seu país. Um dos casos mais infames foi o brutal assassinato das chamadas "irmãs Mirabal", que chefiavam uma organização clandestina que visava derrubar Rafael Trujillo do poder. A morte delas traria ao ditador condenação internacional e pedidos cada vez mais incessantes por sua renúncia, o que ele veementemente recusava.
Existem documentos que provam que a CIA fez contato com alguns dos conspiradores oponentes de Trujillo e secretamente os mantinha com armas em troca de apoio americano a um futuro regime uma vez que o ditador estivesse morto.
Em 30 de maio de 1961, Rafael Trujillo morreu assassinado a tiros em uma estrada deserta, próxima à capital São Domingos, encerrando trinta e um anos de sua ditadura. A emboscada que o matou foi orquestrada por um grupo de dissidentes dentro do próprio regime, incluindo vários militares dessatisfeitos. Entre os conspiradores estavam Salvador Estrella Sadhalá, o general Juan Tomás Díaz, Pedro Livio Cedeño, Antonio de la Maza, Amado García Guerrero e o general Antonio Imbert Barrera. No entanto, o filho do presidente, Ramfis Trujillo, assumiu o comando do país após a morte do pai e, nos meses seguintes, perseguiu e matou quase todos os conspiradores e muitos dos seus familiares, com várias outras pessoas sendo torturadas. Em outubro, os seis últimos assassinos de Trujillo foram levados para uma fazenda da família e jogados aos tubarões em uma praia próxima. Frente a uma forte pressão internacional e à ameaça de um levante entre a população e, possivelmente, entre os militares, Ramfis Trujillo renunciou à liderança e foi forçado ao exílio.
O legado de Rafael Trujillo legado dentro da República Dominicana é, até os dias atuais, controverso. Muitos o louvam por ter trazido o país a uma era de estabilidade e certa prosperidade, sem paralelo com a história recente do país. Trujillo reorganizou o Estado e a economia, deixando uma boa infraestrutura interna. Contudo, os seus críticos dizem que esta "prosperidade" veio com um preço alto. Cerca de 50 mil pessoas morreram na repressão de seu governo, não havia liberdades civis e boa parte das riquezas da nação iam parar nas mãos do próprio Trujillo ou de seus parentes e associados.